# Klas Boman
Klas Vilhelm Boman, född 15 maj 1866 på Johannisholms i Venjans socken, Dalarnas län, död 2 juni 1940 i Hedemora, var en svensk arkitekt. Han var under många år stadsarkitekt i Falun.
Boman studerade vid Falu högre allmänna läroverk 1877-1882, varefter han flyttade till Stockholm för att genomgå utbildning vid Smedmans handelsskola. Han sysslade sedan med lantbruk under en treårsperiod, innan han 1888 skrevs in på Tekniska högskolan. Han examinerades 1892 och fortsatte studierna vid Konstakademien till 1895. 
Under sommaren 1891 praktiserade han som murarelev hos byggmästaren August Krüger i Göteborg. Den påföljande sommaren anställdes han vid J.O. Wengströms mekaniska snickerifabrik i Stockholm. 1893 hade han en anställning hos Fredrik Lilljekvist och 1895 hos Gustaf Wickman. Åren 1896–1901 var han anställd hos arkitektfirman Grahn, Hedman & Wasastjerna i Helsingfors, Finland. 
1901 utnämndes han Boman till stadsarkitekt i Falun där han blev kvar till sin pensionering 1932.

## Byggnadsverk, urval
- Egnellska gården, Falun (1903)
- Stora Kopparbergs Bergslags AB:s kontor och arkiv, Falun (1904)
- Jernbergska huset, Falun (1904)
- Kontors- och butikshus, Åsgatan-Bergskolegränd, Falun (1905)
- Sparbanken, Stadshusgränd, Falun (1906)
- Bullerforsens kraftstation (1907-10)
- Nya bergskolan 2 (Medborgarhuset), Falun (1910, rivet)
- Tingshuset, Falun (1910)
- Brandstationen, Falun (1910-11)
- Tingshuset, Hedemora (1914) på
- Högbo sanatorium, Falun (1914)
- Västra folkskolan, Falun (1915)
- Handelsbankens bank- och posthus, Mora (1919)
- Göteborgs bank- och posthus, Orsa (1919)
- Västerbottens läns centralsanatorium, Hällnäs (1922)
- Kopparbergs läns sparbank, Falun (1924-26)

## Bilder

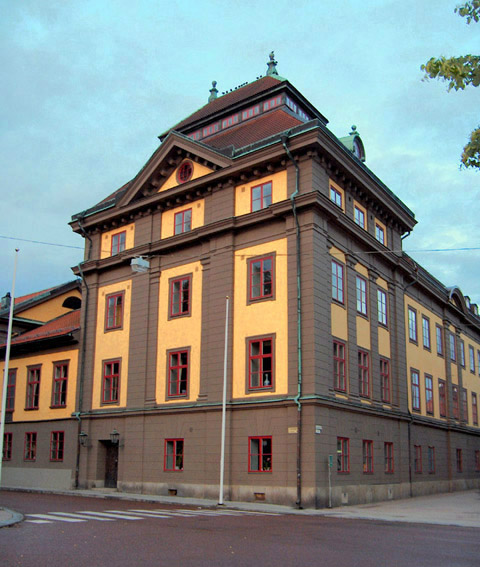
Stora Kopparbergs Bergslags AB:s kontor och arkiv (1904).
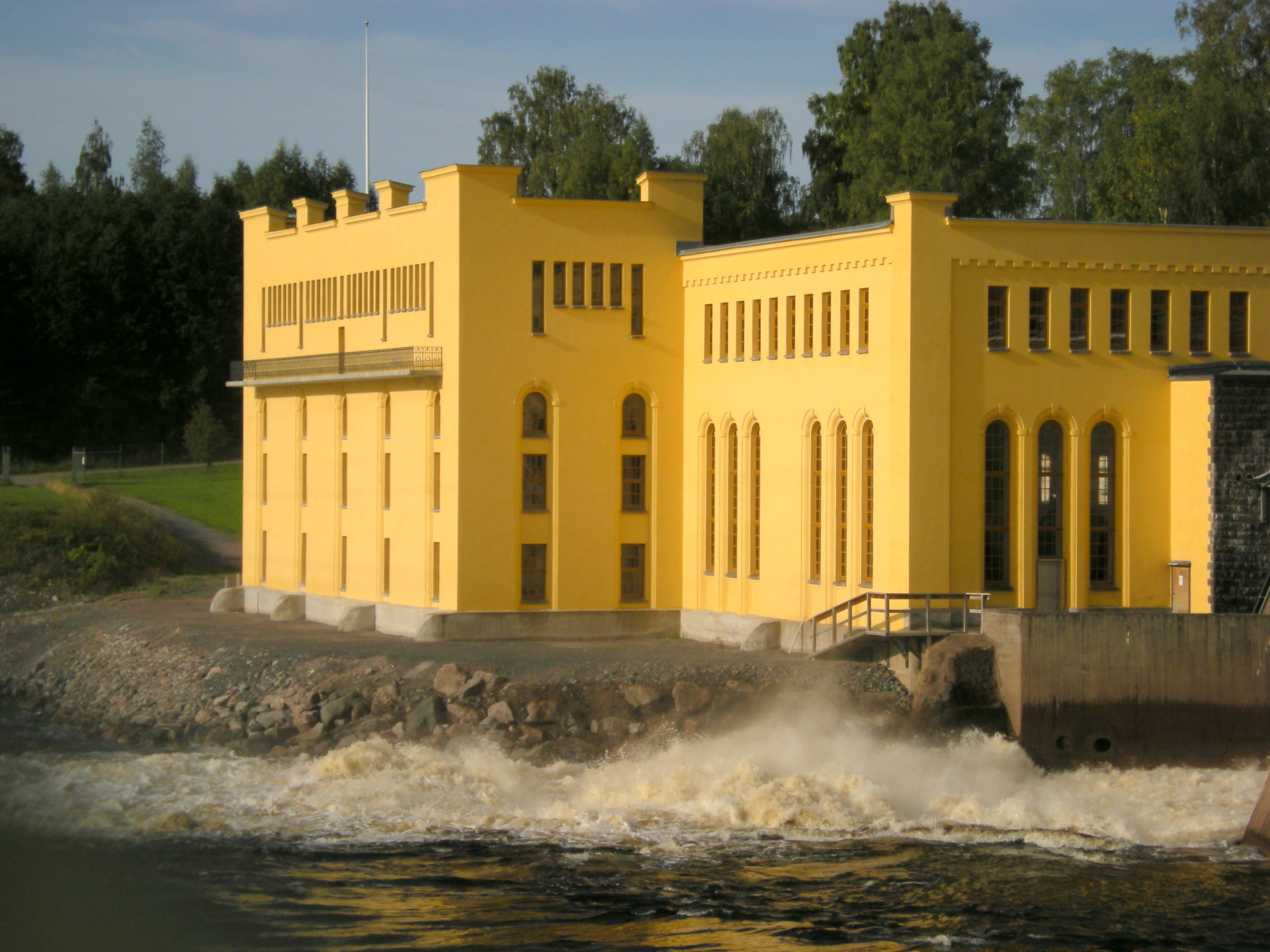
Bullerforsens kraftstation (1907-10).
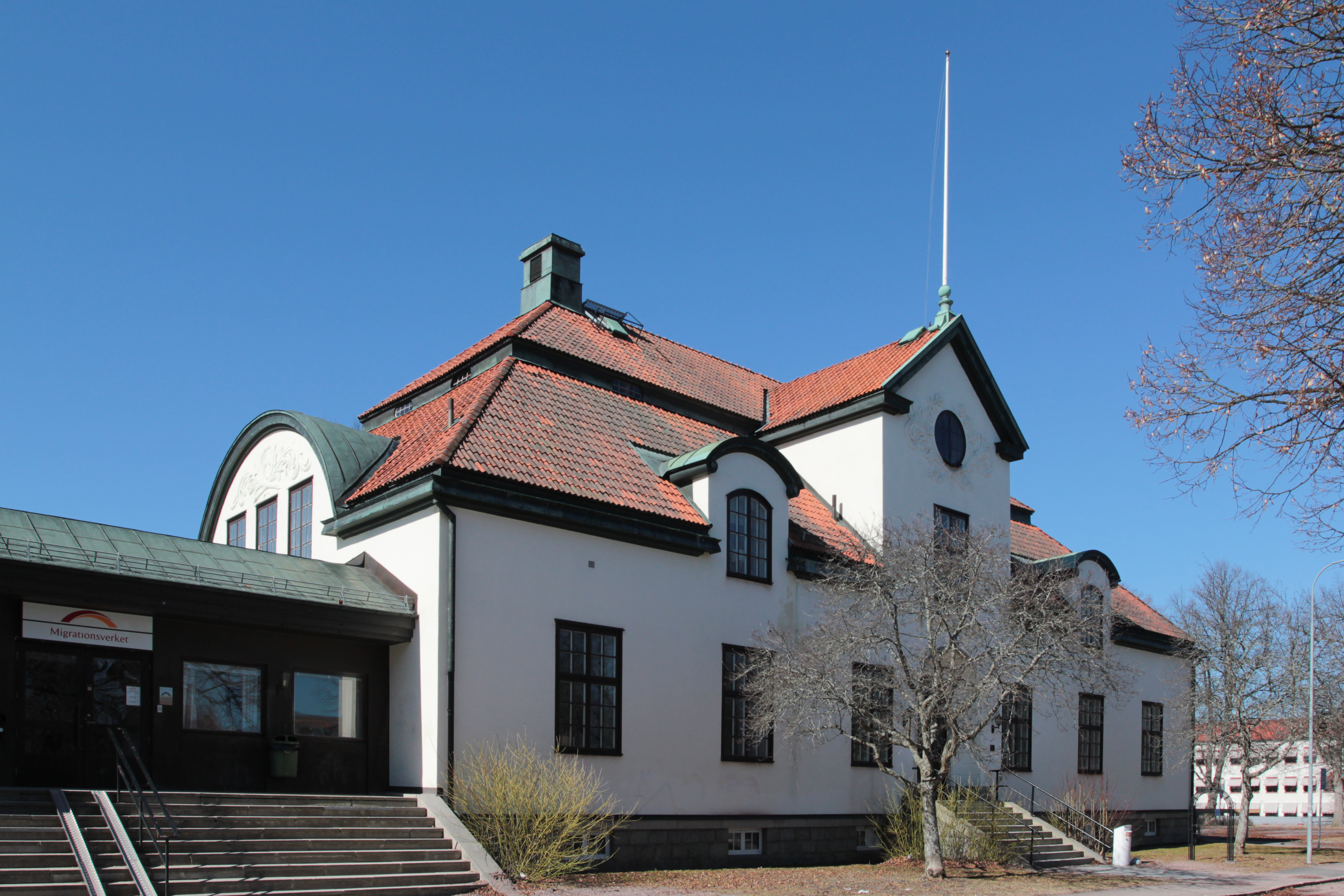
Hedemora tingshus (1914).
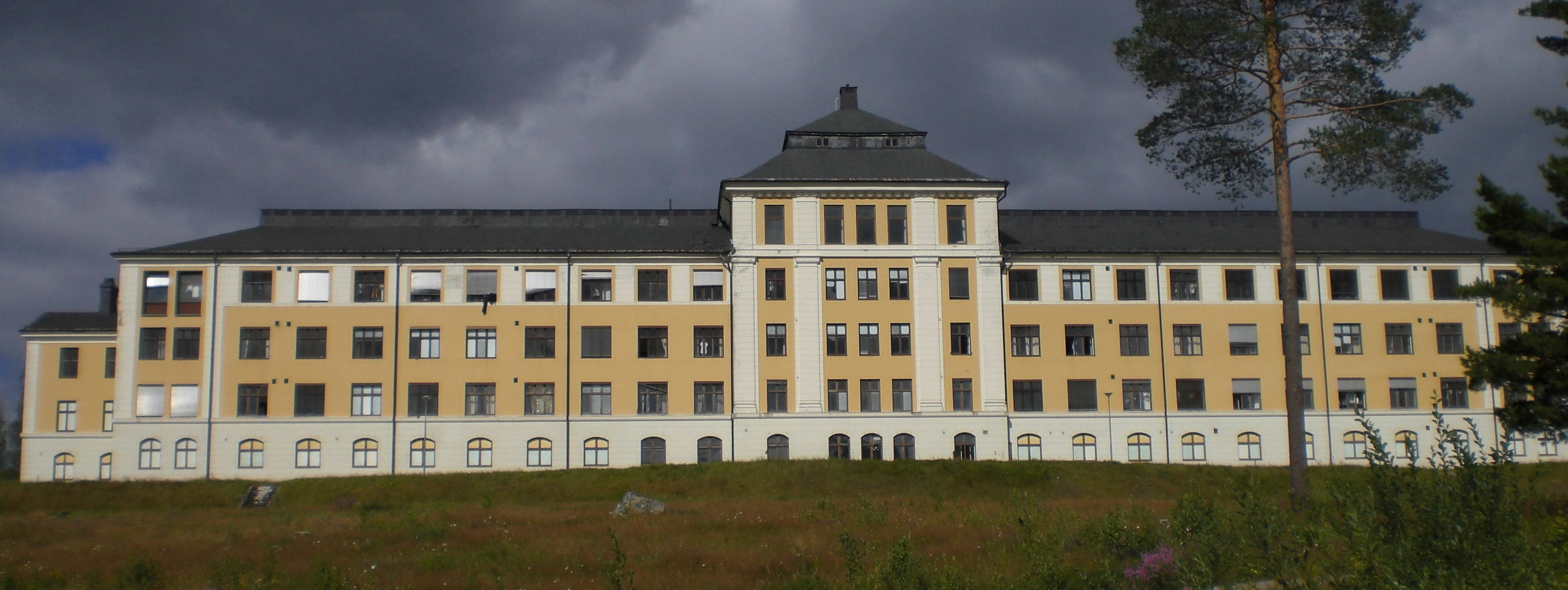
Västerbottens läns centralsanatorium, Hällnäs (1922).